# نادی‌آلاشونی
نادی‌آلاشونی (به مجاری:  Nagyalásony) روستایی در شهرستان وسپرم کشور مجارستان است. نادی‌آلاشونی ۱۴٫۰۱ کیلومتر مربع مساحت دارد و جمعیت آن در سال ۲۰۰۴ برابر با ۵۲۵ نفر بوده‌است.